# Glomerula piloseta
Glomerula piloseta är en ringmaskart som först beskrevs av Perkins 1991.  Glomerula piloseta ingår i släktet Glomerula och familjen Sabellidae. Inga underarter finns listade i Catalogue of Life.